# Mulan 2.
A Mulan 2. (eredeti cím: Mulan II) 2004-ben megjelent amerikai 2D-s számítógépes animációs kalandfilm, amely az 1998-ban bemutatott Mulan című rajzfilm folytatása. Az animációs játékfilm rendezői Darrell Rooney és Lynne Southerland, producere Jennifer Blohm. A forgatókönyvet Michael Lucker, Chris Parker és Roger S.H. Schulman írta, a zenéjét Joel McNeely szerezte. A videofilm a Walt Disney Pictures és a DisneyToon Studios gyártásában készült, a Walt Disney Home Video forgalmazásában jelent meg.
Az Amerikai Egyesült Államokban 2004. november 3-án, Magyarországon 2004. november 16-án adták ki DVD-n és VHS-en.

## Cselekmény
A heves természetű, ügyes harcossá érett, gyönyörű Mulan élete legszebb időszaka előtt áll: Shang tábornok megkérte a kezét, így lehet készülődni a csodás esküvőre. Csakhogy mielőtt valóban összeházasodhatnának, még néhány akadályt együttes erővel le kell győzniük! Az akadályok egyike nem más, mint Musu, a család nagyszájú védősárkánya, aki túl komolyan veszi a feladatát és ezzel elég jelentősen összekavarja a dolgokat. Musut ugyanis elhagyják az őt kényeztető szellemek, ha Mulan férjhez megy, ezért Musu minden trükköt bevet, hogy Shangot és Mulant elválassza egymástól.
A kínai császár új, veszélyes feladattal bízza meg a bátor harcos lányt és jövendőbelijét. Mulannak és Shangnak három hercegnőt, a császár leányait kell elkísérnie keresztül egész Kínán, hogy a mongol császár fiaihoz menjenek, így a két birodalom szövetséges lesz. Útközben rablók támadják meg őket, és Shang egy szakadékba zuhan. Mulan azt hiszi, hogy Shang meghalt, ezért, hogy a hercegnőknek ne kelljen saját akaratuk ellenére megházasodniuk, Mulan maga vállalkozik rá, hogy a mongol császár fiával összeházasodik. Azonban Shang nem hal meg, megérkezik az esküvő előtt és Musu segítségével (aki felismeri, hogy Mulan boldogsága fontosabb a saját önző céljainál) Shang és Mulan összeházasodik.

## Szereplők
További magyar hangok: Bácskai János, Bodrogi Attila, Bolla Róbert, Fekete Zoltán, Illyés Mari, Némedi Mari, Pálfai Péter, Pálmai Szabolcs, Rudas István, Sótonyi Gábor, Várnagy Kati, Vass Gábor, Vizy György